# Torger Nergård
Torger Nergård (Trondheim, Noruega 1974) és un jugador de cúrling noruec, guanyador de dues medalles olímpiques.

## Biografia
Va néixer el 12 de desembre de 1974 a la ciutat de Trondheim, població situada al comtat de Sør-Trøndelag.

## Carrera esportiva
Va participar en els Jocs Olímpics d'Hivern de 2002 realitzats a Salt Lake City (Estats Units), on aconseguí guanyar la medalla d'or en la prova per equips masculins de cúrling. En els Jocs Olímpics d'Hivern de 2010 realitzats a Vancouver (Canadà) aconseguí guanyar la medalla de plata en aquesta mateixa prova.
Al llarg de la seva carrera ha aconseguit guanyar quatre medalles en el Campionat del Món de cúrling, destancant la medalla de plata aconseguida el 2010.